# Aileen Cannon
Aileen Mercedes Cannon (Cali, Colòmbia, 1981) és una advocada i jurista estatunidenca. Jutge de districte dels EUA, exerceix al Tribunal del Districte Sud de Florida d'ençà de la seva nominació pel president Donald Trump, i confirmació ulterior pel Senat dels Estats Units, el 2020.

## Biografia
Aileen Mercedes Cannon nasqué l'any 1981 a la ciutat colombiana de Cali. Sa mare, ciutadana cubana, havia fugit el règim de Fidel Castro. Aileen va estudiar a Ransom Everglades School, una escola secundària privada a Miami, Florida.
Després de graduar-se a la Universitat de Duke el 2003 amb una llicenciatura en arts, Cannon va treballar com a paralegal a la Divisió de Drets Civils del Departament de Justícia dels Estats Units entre 2003 i 2005. Després va entrar a la Facultat de Dret de la Universitat de Michigan, on va ser editora d'articles per al Journal of Law Reform de la universitat. S'hi va graduar el 2007 amb un Juris Doctor magna cum laude i va ser membre de l'Ordre del Coif.